# Société canadienne de géotechnique
La Société canadienne de géotechnique (SCG) est une société scientifique indépendante, incorporée au niveau fédéral et à but non lucratif qui existe pour servir et faire la promotion de la communauté géotechnique et des sciences de la terre du Canada. Elle couvre un large spectre de disciplines scientifiques et d'ingénierie appartenant aux sciences de la terre. L'adhésion est ouverte aux individus de tous les secteurs incluant les consultants privés, les universités, l'industrie, les entrepreneurs et la fonction publique.